# Sydney FC
Sydney Football Club je australski nogometni klub iz Sydneya koji se natječe u A-League, te je osvojio prvo izdanje te lige sezone 2005./06. Klub je osnovan 2004., a domaće utakmice igra na Sydney Football Stadiumu. Najpoznatiji igrači koji su igrali za Sydney su Brazilac Juninho Paulista, Dwight Yorke s Trinidada i Tobaga, te legendarni talijanski nogometaš, Alessandro Del Piero koji je trenutačno u klubu.

## Trofeji
- A-League:
  - Prvaci (1): 2005./06.
  - Finalisti (3): 2005./06., 2006./07., 2007./08.

- Oceanijsko klupsko prvenstvo:
  - Prvaci (1): 2005.

## Vanjske poveznice
- Službena stranica